# Cimetière d'Arcangues
Le cimetière d'Arcangues, situé devant et derrière l'église Saint-Jean-Baptiste, est le cimetière communal d'Arcangues dans les Pyrénées-Atlantiques. Il est fameux pour abriter la tombe du chanteur Luis Mariano (1914-1970),.

## Description
La partie devant l'église est minérale, tandis que la partie derrière l'église est aménagée en terrasses enherbées plantées d'arbustes avec une vue panoramique sur la campagne et la Rhune au-delà du golf d'Arcangues. Ce lieu est prisé par les promeneurs pour son point de vue. Près de l’église, se trouve un monument en forme de croix de Malte érigé sous le règne de la reine Victoria qui perpétue le souvenir des soldats anglais et français morts au cours de la bataille de la Nive, et dont un épisode se déroula autour du château et de l’église. Lors de ses séjours à Biarritz au début du XXe siècle, Édouard VII d'Angleterre venait s’y recueillir.
On remarque aussi nombre de stèles basques discoïdales dont les plus anciennes datent du XVIe siècle.

## Personnalités
- Famille d'Arcangues dont l'ancien maire et poète Pierre d'Arcangues et son fils, l'écrivain Guy d'Arcangues (1924-2004) ;
- Luis Mariano (1914-1970), chanteur ;
- Fon de Portago (Alfonso Antonio Vicente Eduardo Angel Blas Francisco de Borja Cabeza de Vaca y Leighton Carvajal y Are, comte de la Mejorada, marquis de Portago, 1928-1957), coureur automobile espagnol.

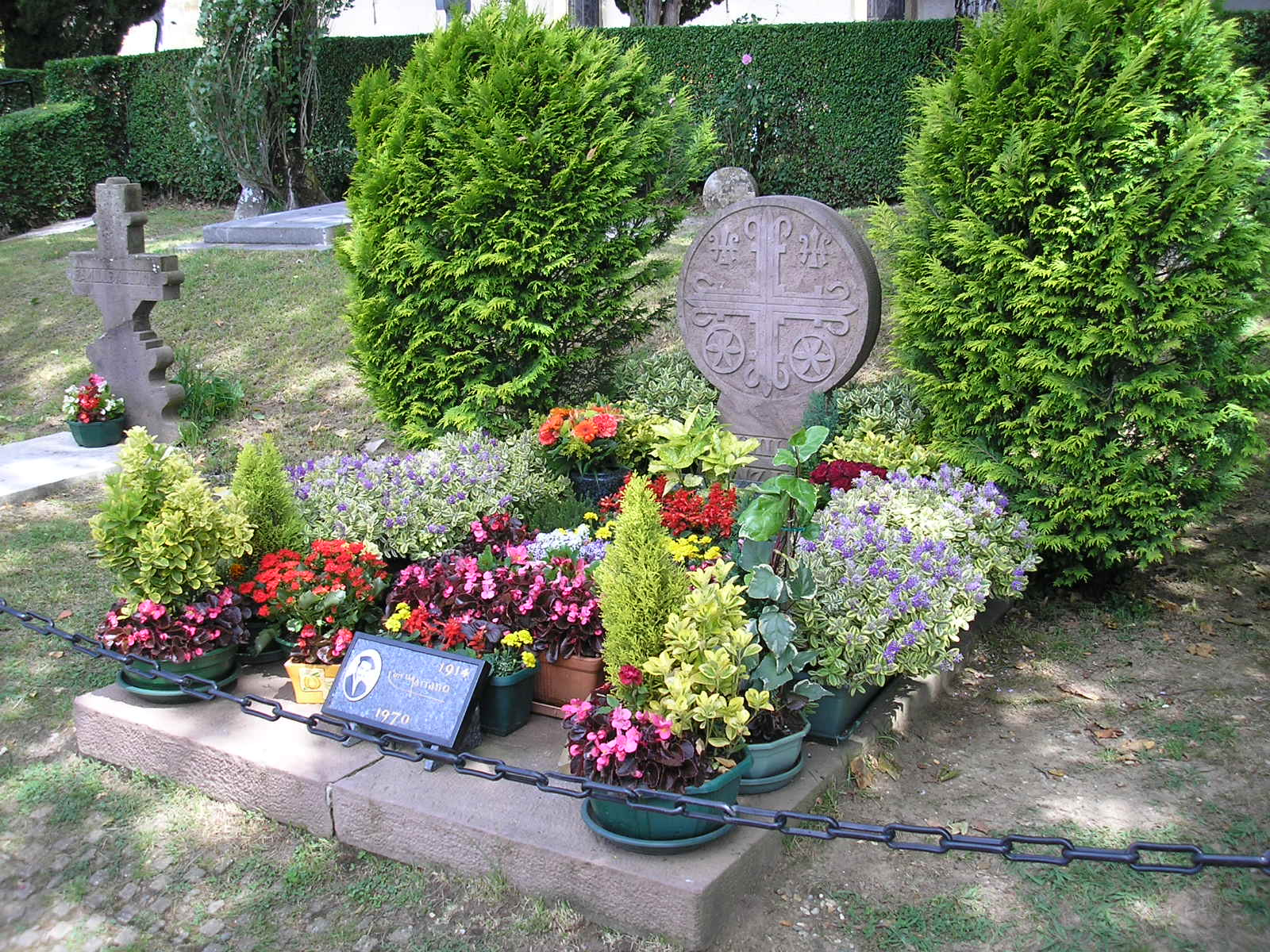
Tombe de Luis Mariano.
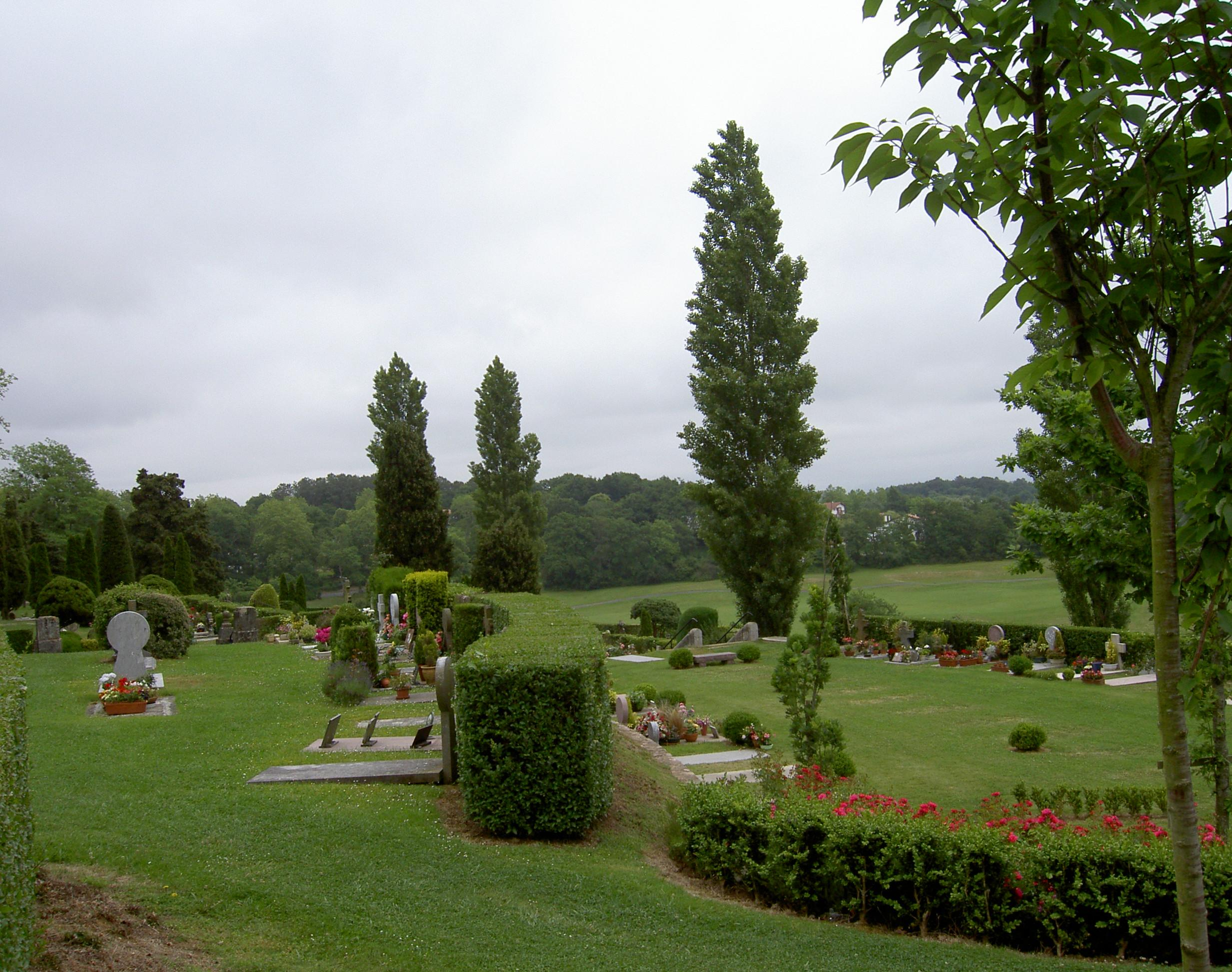
Vue du cimetière.